# Henan Elephants
Maillots
Le Henan Elephants est un club féminin chinois de basket-ball  évoluant dans la province du Henan et participant au Championnat de Chine de basket-ball féminin.

## Historique
Classement :
- 2005 : 9e
- 2006 : 9e
- 2008 : 5e
- 2009 : 5e
- 2010 : 1er
- 2011 : 10e
- 2012 : 12e
- 2013 : 11e

## Palmarès
- 2010 : Vainqueur de la saison régulière et finaliste

League Positions:
05-9, 06-9, 08-5, 09-5, 10-1, 11-10, 12-12

## Effectif 2012-2013
Dans ce nom chinois, le nom de famille précède le nom personnel.
| Numéro | Nom          | Née le      | Taille | Nationalité | Poste                   |
| 4      | Wang Jing    | 1984        | 1,88 m | Chine       | Ailière / Ailière forte |
| 5      | Sun Jie      | 1991        | 1,83 m | Chine       | Arrière / Ailière       |
| 6      | Jiang Hua    | 1989        | 1,84 m | Chine       | Ailière forte           |
| 8      | Wang Yang    | 1990        | 1,82 m | Chine       | Ailière forte           |
| 10     | Liu Xiaohong | 1978        | 1,90 m | Chine       | Pivot                   |
| 12     | Pan Li       | 1985        | 1,81 m | Chine       | Ailière                 |
| 13     | Tian Ying    | 1991        | 1,90 m | Chine       | Pivot                   |
| 14     | Xu Xin       | 1994        | 1,76 m | Chine       | Meneuse                 |
| 15     | Wu Di        | 1990        | 1,86 m | Chine       | Ailière forte           |
| 20     | Jayne Appel  | 14 mai 1988 | 1,93 m | États-Unis  | Pivot                   |

Entraîneur : Li JianXin
Assistants :  Wang XiaoMei